# 鎌倉女子大学
鎌倉女子大学（かまくらじょしだいがく、英語: Kamakura Women's University）は、神奈川県鎌倉市大船六丁目1番3号に本部を置く日本の私立大学。1943年創立、1959年大学設置。
創設者は松本生太。学校法人鎌倉女子大学が経営。

## 概観

### 大学全体
（沿革の項も参照のこと）
1933年に松本生太が横浜市神奈川区に設立した京浜女子家政理学専門学校を母体とする。
1945年に鎌倉市岩瀬にキャンパスを移転した後、1959年に京浜女子大学を設立した。
1989年に校名を現在の鎌倉女子大学に変更し、1999年に鎌倉市大船にあった松竹大船撮影所跡地を取得し、2003年から大学院、大学、短期大学部の大船キャンパスとして使用されている。
なお、岩瀬キャンパスには併設校の鎌倉女子大学中等部・高等部（女子校）、鎌倉女子大学初等部（共学）、鎌倉女子大学幼稚部（共学）が置かれている。

### 建学の精神
- 教育の理念：感謝と奉仕に生きる人づくり
- 教育の目標：科学的教養の向上と優雅な性情の涵養
- 教育の姿勢：人・物・時を大切に
- 教育の方法：ぞうきんと辞書をもって学ぶ
- 教育の体系：徳育（仁）・知育（知）・体育（勇）の調和

### 学風
- 教員組織のみならず、事務職員の間でも、上司もしくは先輩に対して「○○先生」と呼ばなければならない。
- 校門での「一礼の姿勢」や、修養の鐘にあわせた一日に三回の「黙想の時間」は、学生ならびに全教職員にも厳しく徹底されている。

### 校歌
- 鎌倉女子大学校歌
  - 作詞：松本千枝子
  - 作曲：冨岡正男

### 教育および研究
- 教養講座は、女性として生活する上での常識の習得や感性・教養の幅を広げることに主眼を置いている[1]。
- 「大学ランキング2013年版」（朝日新聞出版）で、全国756大学の資格・採用試験ランキングで下記の様にランクインされている[2]。
  - 幼稚園教員採用数 - 全国2位（女子大2位）
  - 保育士採用数 - 全国6位
  - 小学校教員採用数 - 全国28位（女子大4位）
  - 管理栄養士国家試験合格者数 - 全国11位
  - 高校からの評価（女子大部門）- 全国10位

## 沿革
（沿革節の主要な出典は公式サイト）
- 1943年（昭和18年） 京浜女子家政理学専門学校（横浜市神奈川区）を設立。
- 1946年（昭和21年） 鎌倉市岩瀬に移転。
- 1950年（昭和25年） 学制改革により、京浜女子短期大学（家政科、保健科）を開学。
- 1959年（昭和34年） 京浜女子大学を開学。家政学部家政学科を設置。
- 1964年（昭和39年） 家政学部に児童学科を増設。
- 1966年（昭和41年） 家政学部家政学科を家政学専攻と管理栄養士専攻に分離。
- 1989年（平成元年） 校名を鎌倉女子大学に改称。
- 2000年（平成12年） 学術研究所と生涯学習センターを設置。
- 2002年（平成14年） 日本ではじめてとなる児童学部児童学科、子ども心理学科を設置。
- 2003年（平成15年） 鎌倉市大船にあった松竹大船撮影所跡地を取得し、大船キャンパスとして、短期大学部とともに移転。家政学部家政学科（家政学専攻、管理栄養士専攻）を、家政学科と管理栄養学科に改組。
- 2005年（平成17年） 家政学部家政学科を家政学部家政保健学科に改組。
- 2006年（平成18年） 大学院に児童学研究科を設置。
- 2007年（平成19年） 児童学部に教育学科を設置。
- 2009年（平成21年） 教育学部を設置。
- 2012年（平成24年） 大船キャンパスに学術研究棟が竣工。
- 2029年 (令和11年)  男女共学化を行い、鎌倉大学に名称変更予定。

## 基礎データ

### 所在地
- 大船（神奈川県鎌倉市大船）
- 山ノ内（神奈川県鎌倉市山ノ内）
- 二階堂（神奈川県鎌倉市二階堂）

## 教育および研究

### 学部・学科
- 家政学部
  - 家政保健学科 - 80名（学年定員）
  - 管理栄養学科 - 120名
- 児童学部
  - 児童学科 - 170名
  - 子ども心理学科 - 50名
- 教育学部
  - 教育学科 - 80名

### 大学院
- 児童学研究科
  - 児童学専攻（修士課程） - 10名

学部、大学院共に満23歳以上の社会人特別選抜枠（専業主婦を含む）が設けられている。

## 附属機関

### 附属研究所
- 鎌倉女子大学学術研究所
  - 大船キャンパス内に設置されており、教員の研究実施・成果公表の場などとして利用されている。

### 生涯学習センター
- 鎌倉女子大学生涯学習センター
  - 学内だけでなく学外の一般の人々に向けて公開講座や海外研修ツアー（シチリア、ヴェネチア、ミラノ、ウィーンなど）などを開催している。開催は大船キャンパス、二階堂学舎にて行われている。

### その他
- 附属図書館
  - 卒業生、生涯学習センター、他大学学生・教員にも利用が公開されている（事前連絡必要）。また、鎌倉市内在住・通勤・通学者は鎌倉市図書館を通じて本図書館の書籍の貸出を実施している[5]。

## 施設

### キャンパス
現在、大学、大学院は大船キャンパスが利用されているが、その他に山ノ内学舎と二階堂学舎がある。なお、山ノ内学舎、二階堂学舎とも鎌倉市内にある。
- 大船キャンパス
  - 大学、大学院、短期大学部が使用する。
  - 所在地 - 鎌倉市大船6-1-3
  - アクセス - JR東日本（東海道本線・横須賀線・根岸線）・湘南モノレール「大船駅」から徒歩8分[1]
- 山ノ内学舎
  - 日本建築の古民家を基とし、茶道、華道、作法などの日本伝統文化を学ぶ場として利用されている。
  - 所在地 - 鎌倉市山ノ内1301
  - アクセス - JR横須賀線「北鎌倉駅」から徒歩3分
- 二階堂学舎
  - 松本尚記念ホールが設置されており、学生発表や卒業生や市民の文化活動や国際交流の場などに利用されている。なお同ホールは、第40回神奈川県建築コンクール最優秀賞を受賞した建物である。
  - 所在地 - 鎌倉市二階堂890-1
  - アクセス - JR横須賀線・江ノ島電鉄「鎌倉駅」から京浜急行バスで「杉本観音前」下車分

## 学生生活

### カリキュラム
- 家政学部
  - 家政保健学科 - 中学校および高等学校一種教諭（家庭）（保健）、養護教諭一種を目指す学科として設置されており、教育学、保健学、社会福祉学、生活科学など幅広い教科を学ぶ。また、衣料管理士やインテリアプランナー、インテリアコーディネーター、カラーコーディネーター、フードスペシャリスト、食生活アドバイザー、福祉住環境コーディネーター、繊維製品品質管理士、消費生活アドバイザーなどの資格取得をサポートするカリキュラムも組み込まれている[6]。
  - 管理栄養学科 - 健康管理や給食管理など、総合的な栄養マネージメントができる質の高い管理栄養士の養成を目的としている。卒業と同時に栄養士免許証が授与され、管理栄養士国家試験受験資格も与えられる。その他、栄養教諭一種や食品衛生監視員、食品衛生管理者などの免許・資格プログラムがカリキュラムに組み込まれている[7]。
- 児童学部
  - 児童学科 - 児童学に関わる総合的な知識と技術の取得を目指し、幼稚園教諭一種、小学校教諭一種、特別支援学校教諭一種（知的障害者・肢体不自由者・病弱者）、保育士、児童厚生指導員（一級）などの免許・資格プログラムがカリキュラムに組み込まれている[8]。
  - 子ども心理学科 - 18歳未満の子どもの心と行動を中心に心理学を中心に置き、心理療法やカウンセリングなどの知識と技術を習得できるカリキュラムを組んでいる。また、認定心理士、幼稚園教諭一種、小学校教諭一種、特別支援学校教諭一種（知的障害者・肢体不自由者・病弱者）、養護教諭一種、認定ムーブメント教育・療法指導者などの免許・資格プログラムがカリキュラムに組み込まれている[9]。
- 教育学部
  - 教育学科 - 小学校教諭一種、中学校教諭一種（国語）（社会）、高等学校教諭一種（国語）（地理歴史）（公民）、学校図書館司書教諭、特別支援学校教諭一種（知的障害者・肢体不自由者・病弱者）などの教育者を養成することを中心にカリキュラムが組まれている。また、博物館学芸員などの免許・資格プログラムがカリキュラムに組み込まれている[10]。

- 大学院児童学研究科
  - 児童学専攻（修士課程）- 研究科カリキュラムにより4つの研究科目群（クラスター）が設置されている。
    - 児童学総合研究科目群 - 初等教育分野、幼児教育分野、健康福祉分野、表現文化分野
    - 子ども心理学研究科目群 - 発達臨床分野、学校教育臨床分野
    - 学校教育学研究科目群 - 初等教育分野、表現文化分野、学校教育臨床分野

  - 同研究科で取得できる免許・資格は次の通り - 幼稚園教諭専修免許状、特別支援学校教諭専修免許状（知的障害者・肢体不自由者・病弱者）、小学校教諭専修免許状、認定ムーブメント教育・療法上級指導者、学校心理士受験資格、臨床発達心理士受験資格など。
  - また、大学院入試において成績優秀者は2年間の授業料全額免除が受けられるスカラシップ制度を設けている[11]。

### 部活動
- 文化部
  - アート&クラフト部、生きもの倶楽部、演劇部、沖縄舞踊愛好会、合唱団、鎌倉研究部、作画研究部、茶道部、視聴覚研究部、写真部、児童文化部、シルフィード・アンサンブル、吹奏楽団、調理研究部、バンド部、ボランティアクラブ、マンドリン部などがある。
- 体育部
  - 弓道部、剣道部、水泳部、卓球部、ダンス部、チアリーダー部、テニス部、なぎなた部、バスケットボール部、バドミントン部、バレーボール部、陸上部などがある。

### 学園祭
- 学園祭は「みどり祭」と呼ばれ、毎年11月上旬の土日に開催される。学科・ゼミ別の展示、「オープンクラス」（授業体験）、芸能人によるライブ、模擬店などの催しが行われる[12]。

主なライブ出演者
- 第14回（2008年）：若月、ジョイマン、ピース[13]
- 第15回（2009年）：キマグレン、アームストロング、永井佑一郎、COWCOW[12]
- 第16回（2010年）：大東俊介、もう中学生、エリートヤンキー、パンサー[12]
- 第23回（2017年）：山田裕貴、中川家、囲碁将棋
- 第24回（2018年）：前田公輝、TKO、団長安田、クロちゃん、ピーマンズスタンダード[14]

### 学内奨学金
- 大学独自の鎌倉女子大学奨学金を有している。
  - 給費奨学金 
    - 給費甲種、給費乙種

  - 貸費奨学金 
    - 貸費甲種、貸費乙種

### 管理栄養士国家試験合格率
近年の管理栄養士国家試験の合格率は下記の通りとなっている。
|                  | 本学受験者数（新卒） | 本学合格者数（新卒） | 本学合格率（新卒） | 【参考】全国合格率（新卒） | 【参考】全国合格率（新卒＋既卒） |
| 第26回（2012年） | 118                  | 111                  | 94.1%              | 91.6%                      | 49.3%                            |
| 第25回（2011年） | 112                  | 93                   | 83.0%              | 82.1%                      | 40.5%                            |
| 第24回（2010年） | 123                  | 109                  | 88.6%              | 78.7%                      | 32.2%                            |
| 第23回（2009年） | 114                  | 94                   | 82.5%              | 74.2%                      | 29.0%                            |
| 第22回（2008年） | 115                  | 98                   | 85.2%              | 80.6%                      | 31.6%                            |
| 第21回（2007年） | 107                  | 98                   | 91.6%              | 81.8%                      | 35.2%                            |
| ---------------- | -------------------- | -------------------- | ------------------ | -------------------------- | -------------------------------- |

### その他
- 企業との共同活動・コラボレーション 
  - 2011年8月 管理栄養学科の学生とさがみ農業協同組合（JAさがみ）と共に野菜料理のレシピや保存法などの活用法を普及する活動を直売所などで行っている[16]。
  - 2012年7月 家政保健学科の学生が同じ鎌倉市に本社を置く食品会社大船軒と共にオリジナル折り詰め弁当を作成し販売した（同年7月のみの限定販売）[17]。

## 大学関係者と組織

### 著名な教職員
- 松本紀子 - 元教授。第三代理事長。鎌倉女子大学学園主
- 福井一光 - 鎌倉女子大学・鎌倉女子大学短期大学部学長。学校法人鎌倉女子大学第四代理事長、学園長
- 木下博勝 - 家政学部教授。医師。日本禁煙学会学術顧問
- 大澤繁男 - 家政学部教授。日本臨床栄養協会常任理事。日本サプリメントアドバイザー認定機構理事
- 中谷弥栄子 - 家政学部教授。管理栄養士国家試験委員
- 小泉裕子 - 児童学部教授
- 佐藤淑子 - 児童学部教授
- 當島茂登 - 児童学部教授
- 竹内整一 - 教育学部教授。東京大学名誉教授
- 山野清二郎 - 教育学部教授。埼玉大学教養学部教授
- 山口博 - 元教授（日本近代文学）
- 横澤彪 - 元教授
- 長井真琴 - 元教授
- 田畑千秋 - 元客員教授

### 著名な卒業生
- 天音里望 - 演歌歌手
- 一ツ山里紗 - モデル

## 対外関係

### 併設校
- 短期大学
  - 鎌倉女子大学短期大学部
- 中学校・高等学校
  - 鎌倉女子大学中等部・高等部（女子校）
- 小学校
  - 鎌倉女子大学初等部（共学）
- 幼稚園
  - 鎌倉女子大学幼稚部（共学）

### インターンシップ
- 企業
  - 竹中工務店、三菱電機株式会社情報技術研究所、三菱電機ライフサービス株式会社、株式会社資生堂鎌倉工場、株式会社フィールドフォー・デザインオフィス、株式会社ホテルニューグランド、鎌倉プリンスホテル、株式会社オンワード樫山、株式会社ハウスオブローゼ、サントリーパブリシティサービス株式会社（鎌倉芸術館）など。
- 官公庁
  - 文部科学省、神奈川県、横浜市、鎌倉市、横須賀市など

### 国内提携
- 大学
  - 首都圏西部大学単位互換協定会
  - 清泉女子大学 - 課程履修（教職課程など）に関する協定
- 高等学校
  - 神奈川県立横須賀明光高等学校 - 教育交流
- 専門学校
  - 国際フード製菓専門学校
  - 東京誠心調理師専門学校
- 企業
  - 小田急ライフアソシエ - 保育サービスの向上と人材育成の産学連携

### 海外提携
- 国際・学術交流等協定校
- アメリカ合衆国
  - コーネル大学（ニューヨーク州）
- イギリス
  - サセックス大学（イングランド・イースト・サセックス）
  - エディンバラ大学（スコットランド・エディンバラ）